# Haiyang 1B
Haiyang 1B (chinesisch 海洋一號B星 / 海洋一号B星, Pinyin Hǎiyáng Yīhào B Xīng) war der zweite Meeresbeobachtungssatellit der Staatlichen Ozeanverwaltung der Volksrepublik China. Er wurde am 11. April 2007 um 03:27 Uhr UTC  mit einer Trägerrakete vom Typ Langer Marsch 2C vom Kosmodrom Taiyuan in eine sonnensynchrone Umlaufbahn gebracht.
Haiyang 1B ersetzte den im April 2004 außer Betrieb gegangenen Vorgängersatelliten Haiyang 1A.

## Aufbau
Der Satellit basiert auf dem Satellitenbus CAST 968B der Hangtian Dong Fang Hong Satelliten GmbH, einer Tochtergesellschaft der Chinesischen Akademie für Weltraumtechnologie. Er ist mittels Reaktionsrädern und drei Magnettorquern zum Ausgleich des Drehimpulses beim Entdrallen dreiachsenstabilisiert.
Inklusive 13 kg Treibstoff hatte Haiyang 1B ein Startgewicht von 442,5 kg, davon 87 kg Nutzlastgewicht. Das Gehäuse des Satelliten misst 1,4 × 1,1 × 0,95 m, dazu kommen noch zwei ausklappbare Solarzellenflügel mit jeweils drei Modulen, die dem Satelliten eine Spannweite von 7,5 m verleihen. Mit einer Gesamtfläche von 5,67 m2 lieferten die Solarzellen eine elektrische Leistung von 510 W bei einer Nennspannung von 28,5 V. Für die Zeiten, in denen sich der Satellit im Erdschatten befand, besaß er zwei Sätze von Nickel-Cadmium-Akkumulatoren mit einer Gesamtkapazität von 23 Ah.
Beim Vorgängersatelliten Haiyang 1A hatte es bei einem der Solarzellenflügel Probleme mit dem Motor für die Ausrichtung gegeben, wodurch die zur Verfügung stehende Leistung von ursprünglich 450 W auf 320 W abfiel. Bei Haiyang 1B wurde nun ein Antrieb mit einer einzigen, durch das Gehäuse laufenden Achse gewählt, mit dem die Solarzellenflügel gekippt wurden. Für den Fall, dass sich wieder eine Fehlfunktion ergeben hätte, wurde Haiyang 1B – erstmals bei einem chinesischen Kleinsatelliten – mit einer Software ausgestattet, die die Stromversorgung für die Subsysteme des Busses (Temperaturregelung, Telemetrie etc.) so umorganisiert hätte, dass er seine Aufgabe weiter hätte erfüllen können. Falls die automatische Selbstreparatur versagt hätte, hätte das Bodenpersonal auch per Funk eingreifen und  entsprechende Rekonfigurierungen durchführen können.
Um seine Instrumente immer auf die Erde ausgerichtet zu halten, nutzte Haiyang 1B Sonnensensoren und Infrarot-Erdsensoren. Zusätzlich ist der Satellit mit einem GPS-Empfänger ausgestattet – das chinesische Beidou-Satellitennavigationssystem war 2007 erst in der Versuchsphase – mit dem die Bestimmung seiner Position mit einer Genauigkeit von 50 m durchgeführt werden konnte. Die mit Hydrazin arbeitenden Lageregelungstriebwerke konnten das Gehäuse in der Querachse und in der Längsachse mit einer Genauigkeit von 0,4° ausrichten, in der Gierachse mit einer Genauigkeit von 0,5°. 
Telemetrie und Steuerung des Satelliten erfolgten im S-Band mit einer Datenübertragungsrate von 4 kbit/s beim Downlink und 2 kbit/s beim Uplink. Um bei jeder Ausrichtung des Satelliten die Verbindung mit dem Satellitenkontrollzentrum Xi’an aufrechtzuerhalten, verwendete Haiyang 1B seine zwei TT&C-Antennen. Die Nutzlastdaten wurden auf dem X-Band mit Quadraturphasenumtastung moduliert, mit einer Datenübertragungsrate von 6,65 Mbit/s an die Bodenstationen der Staatlichen Ozeanverwaltung in Peking und Sanya sowie an das 2. Meeresforschungsinstitut der Ozeanverwaltung in Hangzhou gefunkt, das auf dem Dach des Laborgebäudes Satellitenempfangsantennen besitzt.
In der Zeit, in der sich Haiyang 1A nicht in Sichtweite von Ostchina befand, zeichnete er die Daten in einen Bordspeicher mit 80 MB Kapazität auf.

## Nutzlasten
Während der Satellitenbus im Vergleich zu Haiyang 1A stark verbessert wurde – bei gleichem Treibstoffvorrat und Nutzlastgewicht wiegt Haiyang 1B gut 75 kg mehr – wurde der Nachfolgesatellit im Prinzip mit den gleichen Instrumenten versehen:
- Scanner für Ozeanfarben (Chinese Ocean Color and Temperature Scanner, COCTS, Shanghaier Institut für technische Physik), eine mit einem Bildgeber für acht Spektralbänder des sichtbaren Lichts bis ins nahe Infrarot zwischen 402 nm und 885 nm sowie einem Bildgeber für zwei Spektralbänder im thermischen Infrarotbereich zwischen 10,3 μm und 12,5 μm ausgerüste Kamera mit einer räumlichen Auflösung von 1,1 km und einer Schwadbreite von 1600 km. Mit dem Gerät wurde die Farbe des Meerwassers dokumentiert, um Chlorophyll-Konzentration, Schwebstoff-Konzentration, gelöste organische Substanzen und – über Infrarot-Messungen – die Oberflächentemperatur der Ozeane zu untersuchen.
- Bildgeber für Küstenzonen (Coastal Zone Imager, CZI, Forschungsinstitut für weltraumbezogenen Maschinenbau und Elektrotechnik Peking), eine mit einem CCD-Sensor und jeweils einem eigenen Objektiv für vier Spektralbänder zwischen 433 nm und 695 nm ausgerüstete Kamera mit einer räumlichen Auflösung von 250 m und einer Schwadbreite von 500 km. Mit dem Gerät wurde die Verschmutzung in den chinesischen Küstengewässern, einschließlich der Ästuare, vom Golf von Bohai bis hinunter zum Südchinesischen Meer dokumentiert.[1][4]

## Mission
Nach dem Start am 11. April 2007 wurde Haiyang 1B von der Trägerrakete in einem um 98,3° zum Äquator geneigten, annähernd kreisförmigen Orbit von 798 km Höhe ausgesetzt. Die Umlaufzeit betrug 100,8 Minuten, der Satellit überquerte den Äquator am absteigenden Knoten seiner Umlaufbahn immer um 10:30 Uhr morgens Ortszeit. Am 20. April 2007 empfing die Bodenstation Peking die ersten Bilder des Satelliten, am 30. September 2007 begann der Testbetrieb. Nachdem alle Tests zur Zufriedenheit abgeschlossen waren, wurde der Satellit Anfang Oktober 2007 offiziell an die Staatliche Ozeanverwaltung übergeben und der Regelbetrieb begann. Der Scanner für Ozeanfarben mit seiner Schwadbreite von 1600 km lieferte jeden Tag eine komplette Dokumentation der Weltmeere, der Bildgeber für Küstenzonen konnte durch seine geringere Schwadbreite nur alle sieben Tage einmal die chinesischen Küstengewässer dokumentieren.
Die ursprünglich angesetzte Betriebsdauer betrug 3 Jahre, am Ende musste Haiyang 1B dann aber erst im Februar 2017 abgeschaltet werden und stellte mit einer Betriebsdauer von 9 Jahren und 10 Monaten einen neuen nationalen Rekord für Kleinsatelliten auf. Während der zweiten Hälfte seiner Betriebsdauer wirkte Haiyang 1B mit dem am 15. August 2011 gestarteten Meeresbeobachtungssatelliten Haiyang 2A der Ozeanverwaltung zusammen.